# Kevin Kenny
Kevin Kenny (* 3. April 1961 in Liverpool) ist ein ehemaliger englischer Dartspieler. Er trat international für England an und war von 1982 bis 1994 bei der British Darts Organisation (BDO) unter Vertrag.

## Karriere
Kenny spielte zwölf Mal für England, gewann davon elf Partien und repräsentierte zudem 116 Mal seine Heimatgrafschaft Merseyside, gewann davon 92. Er erreichte das Halbfinale der BDO World Darts Championship zwei Mal nacheinander und der News of the World Darts Championship 1983. Kenny gewann ebenso die Welsh Open 1990.
Vielfach in Erinnerung geblieben ist sicherlich Kennys Spiel im Viertelfinale der BDO World Darts Championship 1991 gegen Jocky Wilson. Wilson war ehemaliger Weltmeister von 1982 und 1989 und es war erst Kennys zweite Teilnahme in Lakeside. Es kam zum Spielstand von 3:3 in den Sätzen und 5:5 in den Legs, sodass es zu einem sogenannten „Sudden death-Leg“ kam. Kenny gewann dieses. Im entscheidenden Satz gelang ihm außerdem ein 170er-Finish, was ihm ein Sonderpreisgeld für das höchste Finish des Turniers einbrachte.
Kenny hätte ebenso Schottland repräsentieren können, da seine Mutter von hier stammte.
Nach der Gründung der PDC und der damit verbundenen Abspaltung einiger Top-Spieler entschied Kenny der BDO treu zu bleiben und reiste für den WDF World Cup 1993 nach Las Vegas um für England zu spielen. Er drohte seinen Platz in der Nationalmannschaft zu verlieren (Bei Home Internationals gab es 12er-Teams, während beim WDF World Cup nur vier Spieler pro Team starten). Kenny verabschiedete sich 1995 mit gerade einmal 34 Jahren, einem Alter, in dem viele Spieler gerade ihr Leistungshoch erreichen, vom professionellen Darts.
Eine andere nennenswerte Errungenschaft war der zweimalige Mannschaftssieg beim Champions Cup, einem Dartsturnier, das jährlich das beste Pub-Team des Landes suchte. Die Tatsache, dass Kenny und sein Team aus Liverpool zwei Mal siegten war recht besonders, da Darts im Vergleich zu Lancashire, Yorkshire oder London dort weiter weniger Bedeutung hatte. Kenny war gut mit dem fünfmaligen Weltmeister Eric Bristow, der sogar mit ihm zusammen Merseyside repräsentierte, befreundet.

## Weltmeisterschaftsresultate

### BDO
- 1987: 1. Runde (0:3-Niederlage gegen  Dave Lee)
- 1991: Halbfinale (2:5-Niederlage gegen  Eric Bristow)

- 1992: Halbfinale (3:5-Niederlage gegen  Mike Gregory)
- 1993: 1. Runde (1:3-Niederlage gegen  Kevin Spiolek)
- 1994: Viertelfinale (2:4-Niederlage gegen  Bobby George)